# Cyclops
Pour l’article homonyme, voir Cyclops Blink.
Genre

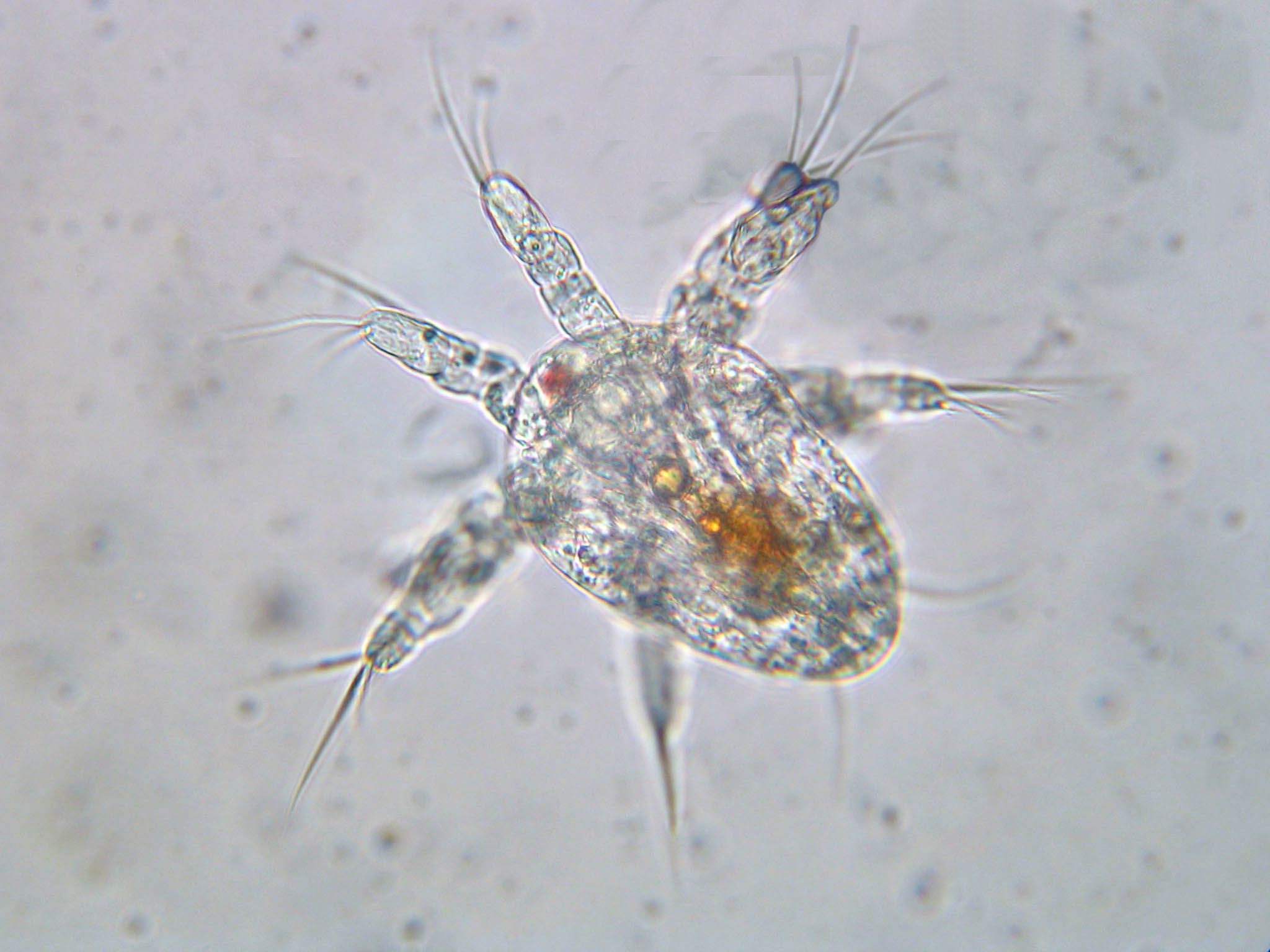
Larve nauplius de Cyclops
(notez l'œil médian rouge).

Cyclops est l'un des genres les plus communs de la sous-classe des copépodes, crustacés aquatiques de petite taille. Ce genre comprend une centaine d'espèces, vivant toutes en eau douce. Le nom de ce genre vient du mot Cyclops, le cyclope de la mythologie grecque, car ces espèces ne possèdent qu'un œil médian.

## Description
Les Cyclops ont une longueur qui varie de 0,5 à 5 mm. Le corps est clairement divisé en deux zones : la partie antérieure, de forme ovale, est constituée par la tête et les cinq premiers segments thoraciques. La partie postérieure, beaucoup plus mince, est constituée du sixième segment thoracique et des quatre segments abdominaux, prolongés par deux appendices caudaux. Les Cyclops ont cinq paires de pattes, même si elles ne sont pas toujours très visibles.
Leur nage est saccadée.

## Liste des sous-genres et espèces
Selon World Register of Marine Species (6 avril 2025), le genre comprend un sous-genre représenté par une seule espèce et 93 espèces dans le genre nominal :
- Cyclops (Apocyclops) Lindberg, 1942
  - Cyclops (Apocyclops) spartinus Ruber, 1968

Liste des 93 espèces nominales selon WoRMS :
- Cyclops africanus Bourne, 1893
- Cyclops alpestris Daday, 1885
- Cyclops anophthalmus Joseph, 1882
- Cyclops argulus (Fabricius, 1793)
- Cyclops aurantius Fischer, 1860
- Cyclops australis Sars G.O., 1896
- Cyclops baicalensis Vasileeva, 1950
- Cyclops bopsini Studer, 1878
- Cyclops bracteatus (Müller O.F., 1776)
- Cyclops brasiliensis Dana, 1848
- Cyclops brevicornis Claus, 1857
- Cyclops brevipes Brady, 1910
- Cyclops brevisetosous Daday, 1885
- Cyclops cavernarum Ulrich, 1902
- Cyclops clandestinus Kiefer, 1926
- Cyclops coecus Pratz, 1866
- Cyclops columbianus Lindberg, 1956
- Cyclops croaticus Krmpotic, 1924
- Cyclops curticaudus Dana, 1848
- Cyclops curticornis Müller O.F., 1785
- Cyclops davidi Chappuis, 1922
- Cyclops delphinus (Müller O.F., 1785)
- Cyclops divergens Lindberg, 1936
- Cyclops dulvertonensis Smith G.W., 1909
- Cyclops eboracensis Brady, 1902
- Cyclops ecornis Tilesius, 1819
- Cyclops franciscoloi Brian, 1951
- Cyclops furi Kozhova & Pavlov, 1986
- Cyclops gibbus (Philippi, 1843)
- Cyclops glacialis Brady, 1910
- Cyclops gnatho (Philippi, 1843)
- Cyclops heberti Einsle, 1996
- Cyclops hutchinsoni Kiefer, 1936
- Cyclops insignis Claus, 1857
- Cyclops intermedius Sovinsky, 1888
- Cyclops isodactylus (Philippi, 1843)
- Cyclops jashnovi Streletskaya, 1990
- Cyclops juri Streletskaya, 1990
- Cyclops kikuchii Smirnov, 1932
- Cyclops kozminskii Lindberg, 1942
- Cyclops krillei Studer, 1878
- Cyclops ladakanus Kiefer, 1936
- Cyclops landei Kozminski, 1933
- Cyclops longispina Templeton, 1836
- Cyclops longistylis Brady, 1907
- Cyclops macleayi Dana, 1848
- Cyclops matritensis Garcia, 1942
- Cyclops miles Nicolet, 1849
- Cyclops mongoliensis Einsle, 1992
- Cyclops naviculus Say, 1818
- Cyclops neglectus Sars G.O., 1909
- Cyclops neymanae Streletskaya, 1990
- Cyclops nigeriae Brady, 1910
- Cyclops nivalis Daday, 1885
- Cyclops novaezealandiae Thomson G.M., 1879
- Cyclops ochridanus Kiefer, 1932
- Cyclops ovalis Brady, 1872
- Cyclops papuanus Daday, 1901
- Cyclops phaleroides Labbé, 1927
- Cyclops plumosus (Philippi, 1843)
- Cyclops poggenpolii Sovinsky, 1887
- Cyclops potamius Burckhardt, 1913
- Cyclops pubescens Dana, 1848
- Cyclops purpureus (Philippi, 1843)
- Cyclops pusillus Brady, 1904
- Cyclops quinquepartitus Marsh, 1913
- Cyclops ricae Monchenko, 1977
- Cyclops rostratus (Philippi, 1843)
- Cyclops roumaniae Cosmovici, 1900
- Cyclops salmoneus (Fabricius J.C., 1793)
- Cyclops saltatonius (Müller O.F., 1776)
- Cyclops sanguineus (Philippi, 1843)
- Cyclops sarsi Uljanin, 1875
- Cyclops scandinavicus Lindberg, 1957
- Cyclops serrulatoides Labbé, 1927
- Cyclops shatalovi Streletskaya, 1990
- Cyclops sibiricus Lindberg, 1950
- Cyclops silesicus Schäfer, 1934
- Cyclops similis Templeton, 1836
- Cyclops simillimus Brady, 1907
- Cyclops smirnovi Rylov, 1948
- Cyclops soli Kokubo, 1912
- Cyclops stagnalis Einsle, 1996
- Cyclops staphylinus Desmarest, 1825
- Cyclops sylvestrii Brian, 1927
- Cyclops tenuipes (Philippi, 1843)
- Cyclops tenuissimus Herrick, 1883
- Cyclops teres Wilson C.B., 1924
- Cyclops transilvanicus Daday, 1885
- Cyclops trisetosus Herbst, 1957
- Cyclops vinceus Schmankevich, 1875
- Cyclops vitiensis Dana, 1848
- Cyclops wigrensis Kozminski, 1927

## Systématique
Le nom valide complet (avec auteur) de ce taxon est Cyclops Müller O.F., 1785,.
Cyclops a pour synonyme :
- Nauplius Müller O.F., 1785

## Étymologie
Le nom de genre s'inspire des Cyclopes, créatures mythologiques grecques dotées d'un seul œil. En effet, les Cyclops possèdent un unique œil médian appelé l'œil nauplien.

## Publication originale
- (la) Otho Fridericus Müller, Entomostraca seu insecta testacea : Quae in aquis Daniae et Norvegiae reperit, descripsit et iconibus illustravit, Inconnu, 1785, 194 p. (OCLC 10305987, DOI 10.5962/BHL.TITLE.14414, lire en ligne).

## Alimentation
Les Cyclops peuvent être carnivores ou herbivores. Les espèces carnivores se nourrissent de crustacés, de larves de diptères et d'oligochètes, parfois plus grands qu'elles-mêmes. En revanche, les espèces herbivores consomment une variété d'algues, allant des diatomées unicellulaires aux longues chaînes d'espèces filamenteuses.

## Reproduction
La première paire d'antennes, assez longue, est utilisée par le mâle pour agripper la femelle pendant l'accouplement. Les femelles portent les œufs dans deux petits sacs accrochés à leur corps. Les larves, de type nauplius, sont nageuses.

## Habitat et répartition
Le genre Cyclops est très cosmopolite en eau douce, et moins fréquent en eau saumâtre. Ces espèces vivent dans les plans d'eau stagnants ou à courant faible, près des rives couvertes de végétation généralement.

## Importance écologique
Les Cyclops servent de nourriture à un grand nombre d'animaux, comme les poissons et les alevins, mais aussi en tant que prédateurs et jouent ainsi un rôle complexe et important dans les réseaux trophiques aquatiques. Il s'agit d'une source de nourriture d'autant plus importante que leur reproduction est rapide. Ils sont de fait un élément important en tant qu'aliment en aquariophilie.

## Importance médicale
Les Cyclops sont impliqués dans certaines parasitoses en tant qu'hôte intermédiaire, c'est-à-dire qu'ils hébergent la forme larvaire (métazoaires) ou la forme asexuée (protozoaires) du parasite : 
- la dracunculose, filariose cutanéo-dermique due à un ver nématode vivipare (Dracunculus medinensis) appelé filaire de Médine ou ver de Guinée ;
- la diphyllobothriose, helminthiase cosmopolite due à un ver cestode ovipare intestinal du genre Diphyllobothrium. Il s'agit le plus souvent de Diphyllobothrium latum ou bothriocéphale, mais d'autres espèces sont susceptibles d’infester l'humain, telles que Diphyllobothrium dendriticum, ou encore Diphyllobothrium pacificum, Diphyllobothrium cordatum, Diphyllobothrium ursi, Diphyllobothrium lanceolatum, Diphyllobothrium dalliae ou Diphyllobothrium yonagoensis[8].

Dans ces deux cas ils hébergent la forme larvaire du parasite (microfilaire pour Dracunculus medinensis et Coracidium, puis larve procercoïde pour les Diphyllobothrium). C'est ainsi qu'il contamine l'homme qui l'ingère en buvant de l'eau (cas de la filaire de Médine) ou en mangeant un poisson l'ayant lui-même précédemment ingéré (cas des Diphyllobothrium où le poisson joue dans ce cas le rôle de second hôte intermédiaire puisque la larve y subit de nouveau une différenciation).